# Episodi di Carabinieri (quinta stagione)
La quinta stagione della serie televisiva Carabinieri, formata da 24 episodi, è stata trasmessa in prima visione assoluta su Canale 5 dal 17 gennaio al 4 aprile 2006. Il cast della stagione precedente è confermato ad eccezione di Luigi (Roberto Farnesi) e Alessandra (Elisabetta Canalis). Durante il corso della stagione si vedono l'arrivo di Maurizio Casagrande e Ines Nobili dall'episodio 7, Massimiliano Varrese dall'episodio 16 e l'uscita di scena di Alessia Marcuzzi al 12º episodio per poi ritornare nella scena finale del episodio 24.
| nº | Titolo                      | Prima TV Italia  |
| -- | --------------------------- | ---------------- |
| 1  | Per un'amica                | 17 gennaio 2006  |
| 2  | Un'altra vita               | 17 gennaio 2006  |
| 3  | L'ultima sigaretta          | 18 gennaio 2006  |
| 4  | Senza movente               | 18 gennaio 2006  |
| 5  | Mai dire mai                | 24 gennaio 2006  |
| 6  | Piccole bugie necessarie    | 24 gennaio 2006  |
| 7  | Minaccia inafferrabile      | 31 gennaio 2006  |
| 8  | Gettoni d'oro               | 31 gennaio 2006  |
| 9  | La donna sbagliata          | 7 febbraio 2006  |
| 10 | Mondo verde                 | 7 febbraio 2006  |
| 11 | Gloria                      | 14 febbraio 2006 |
| 12 | Lo specialista              | 14 febbraio 2006 |
| 13 | Una persona per bene        | 21 febbraio 2006 |
| 14 | Ritratto di signora         | 28 febbraio 2006 |
| 15 | Un'altra occasione          | 7 marzo 2006     |
| 16 | La governante               | 7 marzo 2006     |
| 17 | L'anniversario              | 14 marzo 2006    |
| 18 | Una ragazza difficile       | 14 marzo 2006    |
| 19 | Strane coincidenze          | 21 marzo 2006    |
| 20 | Quando cadono le stelle     | 21 marzo 2006    |
| 21 | Tracce di sabbia            | 28 marzo 2006    |
| 22 | Il campione                 | 28 marzo 2006    |
| 23 | Chi bella vuole apparire... | 4 aprile 2006    |
| 24 | I miei migliori amici       | 4 aprile 2006    |

## Per un'amica
- Diretto da: Sergio Martino
- Scritto da: Isabella Franconetti e Mauro Marsili

### Trama
A seguito del trasferimento di Testa, tutti sono in attesa del nuovo vice comandante: Mura nasconde a fatica la speranza di ricoprire tale ruolo, suscitando l'ironia dei suoi colleghi. Intanto la vita dei Carabinieri continua come sempre, tra segreti amori e divertenti sfottò: tutti prendono in giro Romanò che si è travestito da donna per sgominare, con l'aiuto degli altri, una banda di scippatori, mentre Cesari fa strane telefonate e prenota un tavolo per due al ristorante più chic della zona. All'improvviso, giunge in caserma una drammatica notizia: Linda Sebastiani, una cara amica di Sonia, figlia di un imprenditore, è stata trovata morta nel suo appartamento. Tutto porta a pensare che si tratti di suicidio, ma Sonia non crede a questa versione: la sua amica amava troppo la vita per compiere un gesto del genere. 
Dopo i primi rilevamenti, sollecitati da Sonia, i carabinieri si convincono che in realtà Linda è stata uccisa. Gemma, rimasta senza Alessandra a gestire il Bed and Breakfast, ha convinto Pippo ad unire le forze e ad aprire un ristorante nel retro del suo bar. Come sempre, però, Pippo si lamenta, stavolta perché i clienti 
preferiscono decisamente il ristorante della socia ai suoi panini. Mano a mano che proseguono le indagini sulla morte di Linda, sembra avvalersi l'ipotesi del coinvolgimento di Sandro, l'ex fidanzato della ragazza. Sonia è confusa e abbattuta, ragion per cui Marco cerca di starle vicino, mentre una sera la Sepi rinuncia ad uscire per rimanere con l'amica. Si scopre così che il ristorante prenotato da Cesari era per lei. In seguito il RIS accerta che Linda è morta per asfissia. Nello stesso tempo però i carabinieri hanno la prova che Sandro è innocente. Dopo alcune verifiche, i Carabinieri scoprono che Linda è stata uccisa dall'amministratore dell'azienda di famiglia perché aveva scoperto delle manovre finanziarie illecite che l'uomo stava concludendo. Sonia ha contribuito a scoprire la verità: una vittoria su tutta la linea, peccato si tratti di una magra consolazione dinanzi alla perdita di una cara amica. Come un fulmine a ciel sereno, il travolgente bacio tra la Sepi e Cesari fa capire che tra i due è iniziata una splendida storia d'amore che, per motivi professionali, dovrà rimanere sempre segreta.
- Altri interpreti: Paolo Casiraghi, Sara Ceccarelli, Valeria Cramerotti, Elisabetta De Angeli, Sergio Di Giulio, Marco Fiorini, Daniel Mba Amaeze Lex, Paolo Pierobon, Valerio Ranfagni, Edoardo Ripoli

## Un'altra vita
- Diretto da: Sergio Martino
- Scritto da: Luigi Spagnol

### Trama
In attesa di sapere chi sarà il nuovo vicecomandante, Mura è ufficialmente investito dalla Sepi nel ruolo di vice ad interim. La nomina inorgoglisce il nostro brigadiere e contribuisce a renderlo ancora più rigido nei confronti dei colleghi. Intanto in caserma vengono condotti due uomini coinvolti in un violento alterco. Si tratta di Beppe Favero, un piccolo imprenditore, e di Alberto Di Salvo, che lavora come muratore da Gemma. Beppe ha deciso di denunciare Alberto, accusandolo di aver importunato sua moglie Bettina, senza tuttavia averla molestata. Favero, proprietario di una piccola azienda di macchine agricole con il fratello Giordano, decide poi di non denunciare Di Salvo. Il caso sembra chiuso, fino a quando Giovanni non trova all'interno di una baracca un berretto insanguinato che, dopo accertamenti, si scopre appartenere proprio a Di Salvo. I carabinieri ritengono che ad Alberto sia capitato il peggio e i loro sospetti si concentrano su Beppe Favero che però nega qualsiasi tipo di coinvolgimento. In seguito i carabinieri vengono a sapere che Giordano Favero sta per sposare una certa Viviana Diodato e che Alberto aveva importunato Bettina solo per ottenere delle informazioni sulla futura sposa. 
La questione è complicata ma, dopo accurate indagini, i carabinieri giungono alla verità. Molti anni prima, Viviana si chiamava Lea Gerori ed era sposata con Alberto Di Salvo. Un matrimonio infelice, a causa delle ristrettezze economiche e della violenza di Alberto, dal quale la donna riuscì ad uscire, fingendo di essere morta dopo essere sopravvissuta a un grave incidente. In seguito a questo fatto, Viviana sparì dalla circolazione, si sottopose ad un intervento di chirurgia plastica e assunse una nuova identità. La donna è stata, per caso, riconosciuta a Città della Pieve dall'ex marito che, non potendola riavere ha cominciato a ricattarla, pretendendo dei soldi. Messa con le spalle al muro, in un primo momento la donna ha aggredito Alberto nella baracca, poi ha cercato di temporeggiare, promettendogli i soldi, con lo scopo però di eliminarlo. Per fortuna i Carabinieri riescono a sbrogliare la matassa di questa vicenda, fermando Viviana in tempo e salvando la vita a Di Salvo. 
Durante le indagini, proseguono le schermaglie amorose tra Sonia e Marco, cui inizia a stare stretta la fama di latin lover che gli hanno affibbiato in caserma. Mentre Prosperi cerca una possibile fidanzata tra le ragazze della squadra di pallavolo di Città della Pieve, la storia tra Andrea e Cesari sta diventando di giorno in giorno più seria. Per la prima volta, infatti, Andrea trova il coraggio di dire a Cesari che lo ama.
- Altri interpreti: Alessandra Botticelli, Cinzia Monreale, Paolo Pierobon, Elena Presti, Gino Romano, Roberto Stocchi, Debora Terenzi

## L'ultima sigaretta
- Diretto da: Sergio Martino
- Scritto da: Giulia Calenda e Roberta Colombo

### Trama
Come spesso capita negli ultimi tempi, la Sepi torna all'alba in caserma. Un'altra notte d'amore con Cesari e un'altra buona scusa per non destare sospetti alla nostra amica sembra di essere tornata al liceo, ma ben presto il timore di essere scoperta prenderà il sopravvento. Andrea non è la sola a soffrire pene d'amore, poiché anche Sonia sembra preoccupata per la probabile partenza di Marco che pensa di farsi trasferire. Tra i due è un continuo incrocio di sguardi che la dice lunga sull'attrazione che l'uno ha per l'altra, ma purtroppo le regole dell'Arma parlano chiaro: tra due Carabinieri non può esserci alcun legame sentimentale. 
Mentre Mura continua a fare la voce grossa coi colleghi per via della sua temporanea nomina di vice, il signor Pietro Serafini sporge denuncia: sua figlia Patrizia ha subito un'aggressione. Patrizia ha 29 anni, lavora come responsabile nel negozio di mobili fai da te del padre ed è allenatrice e giocatrice della squadra locale di pallavolo. La ragazza non ricorda niente dell'accaduto, ma ha riportato una grave lesione ai legamenti della mano: la sua carriera da giocatrice è terminata. Un brutto colpo per lei, che deve lasciare il suo posto di titolare a Francesca, un'amica di infanzia, che nell'ultimo periodo era relegata a stare in panchina. 
Claudio Bruschi, ex giocatore della nazionale, attualmente allenatore della squadra maschile di Città della Pieve appena retrocessa, accetta di prendere il posto di Patrizia, la quale era riuscita a portare la sua squadra in finale per entrare in serie B. 
In seguito ad alcune indagini, i Carabinieri ritengono che un possibile colpevole dell'aggressione a Patrizia sia un ragazzo musulmano, Max, che lavora nella fabbrica di Serafini. 
In un secondo momento, invece, i carabinieri scopriranno che il ragazzo è innocente e che ha intrecciato una relazione amorosa proprio con Patrizia. Un rapporto che doveva rimanere segreto a causa della famiglia di Max, che aveva già organizzato un matrimonio combinato per lui. Grazie a piccoli indizi acquisiti dai Carabinieri, la Sepi sbroglia la matassa. Il piano era stato ordito da Francesca e da Claudio, l'una per giocare nella squadra da titolare, l'altro per rilanciare la propria mediocre carriera da allenatore. I due volevano soltanto spaventare Patrizia, ma le cose sono sfuggite di mano ad entrambi. 
Una volta che il caso viene chiuso, rimangono in sospeso due questioni: la prima riguarda Sonia, sempre più gelosa davanti alle frequenti debolezze di Marco, l'ultima delle quali si chiama Roberta, un'avvenente ragazza dall'aria molto disinibita. La Sepi e Cesari invece vorrebbero una vita normale, senza doversi giustificare con gli altri e nascondere la loro travolgente passione.
- Special guest star: Raffaele Pisu
- Altri interpreti: Manolo Cristian Abbondati, Silvio Anselmo, Cinzia Bonfantini, Greta Cavazzoni, Karami Driss, Morchad Halima, Jamil Hammoudi, Ilaria Montesi, Giorgia Palmas, Palma Panaro, Debora Terenzi

## Senza movente
- Diretto da: Sergio Martino
- Scritto da: Cecilia Calvi

### Trama
Dopo l'arrivo di Roberta, una ragazza molto carina, quanto misteriosa, che colpisce immediatamente il cuore di Prosperi, Marco sembra comportarsi in maniera strana, un dettaglio che non sfugge all'occhio interessato di Sonia. 
Le uscite serali della Sepi iniziano a insospettire più di un carabiniere. Bordi, in particolare, sente il maresciallo parlare teneramente con un uomo, tuttavia non riesce a capire chi sia l'interlocutore. Questa volta i carabinieri cercano di sbrogliare la vicenda del signor Attilio Consoli, un anziano che gestisce una fiorente attività come antiquario, giunto in caserma per fare una diffida nei confronti del figlio Tommaso, promotore finanziario, che vorrebbe interdirlo per prendere possesso dei suoi beni.
Proprio nelle stesse ore Carla Romanò si reca dalla Sepi, alla quale confessa di aver affidato diecimila euro proprio a Tommaso Consoli, che tuttavia non intende restituirle i soldi, frutto di anni di risparmi del marito ignaro. 
Durante la consueta corsa mattutina, Marco si imbatte in un ragazzo morso da un cane feroce. Si tratta di Oliver, un giovane tedesco che fa l'istruttore al circolo sportivo di Città della Pieve. Presto i Carabinieri scoprono non solo che il cane è stato drogato con degli eccitanti per renderlo aggressivo, ma che il macinato che ha mangiato quella mattina è stato comprato da Tommaso Consoli. 
I carabinieri si recano dal medico, il dottor Arditi, che ha effettivamente riscontrato nel vecchio Consoli i segni di una demenza senile progressiva, nonché forti rischi di ischemia. Il comportamento del professore non lascia dubbi sulla veridicità della sua diagnosi, ma meno affidabile appare ai carabinieri la moglie del medico, la quale prendeva lezioni private da Oliver, cui faceva una corte spudorata, anche di fronte al marito. La donna era arrivata persino a comprare due biglietti per una vacanza a Mauritius da passare con il preparatore atletico, che tuttavia non aveva mai ceduto alle proposte della signora. 
I Carabinieri scoprono un piano diabolico, nato da un'insopportabile gelosia del dottor Arditi: questi aveva deciso di dichiarare Attilio incapace di intendere e di volere, ma in cambio il figlio Tommaso, pieno di debiti, avrebbe dovuto sbarazzarsi di Oliver. Un delitto perfetto, in cui l'assassino non avrebbe avuto alcun collegamento con la vittima. 
Nella speranza che Carla possa un giorno riottenere i soldi affidati a Tommaso, in caserma si festeggia, con un brindisi improvvisato, la decisione di Marco di rimanere a Città della Pieve. Sonia è molto contenta, ma lo è ancora di più quando viene a sapere che la temuta Roberta è, in realtà, la sorella del suo amato: la notizia ringalluzzisce Prosperi, sempre alla ricerca di una nuova fidanzata. 
Quanto alla Sepi, tenere la sua relazione segreta con Cesari le riesce sempre più difficile. Vorrebbe rendere pubblico il legame con il magistrato, anche al costo di subire le angherie dei colleghi e le imbarazzanti inchieste interne dell'Arma. Purtroppo Cesari non la pensa così: tiene molto al proprio lavoro. Per evitare problemi, la Sepi decide a malincuore di troncare il rapporto con il magistrato.
- Special guest star: Raffaele Pisu
- Altri interpreti: Roberto Biselli, Filippo Bubbico, Elena Canestro, Simonetta Fantauzzi, Alessia Franchini, Germano Giordanengo, Oliver Gruber, Alessandra Guerzoni, Alessandro Maresca, Giorgia Palmas, Eleonora Pariante

## Mai dire mai
- Diretto da: Sergio Martino
- Scritto da: Roberta Colombo, Carlo Mazzotta e Massimo Torre

### Trama
Mentre Sonia continua a ripetere a se stessa che tra commilitoni sono vietate relazioni amorose, sua madre Gemma sta organizzando il buffet per il matrimonio di Eleonora Giunchi, che gestisce un negozio di erboristeria, con Fulvio Novelli, proprietario di un nuovo quotidiano locale, L'Informazione. Una notizia lieta, se non arrivasse in caserma Rosa Ferretti, una giovane giornalista che accusa il proprio direttore, Novelli, di averla molestata. Prima del folle gesto, l'uomo si era offerto di aiutarla a finire un articolo. Nell'appartamento di Rosa viene trovata una gonna strappata, che verrà sottoposta all'esame del RIS per verificare se sono rimaste delle tracce dell'avvenuto tentativo di violenza. 
Alla sede de L'Informazione si respira un clima di grande nervosismo poiché Fulvio, dopo che un quotidiano concorrente ha pubblicato la vicenda della tentata violenza, risulta irreperibile. 
I Carabinieri vengono a sapere che Novelli faceva la corte un po' a tutte le donne della redazione. Una in particolare, Valeria Paolini, è stata sua amante per qualche tempo. Intanto, continua la tensione tra la Sepi e Cesari: quest'ultimo si mostra risoluto a voler parlare alla donna, la quale però si rifiuta di dargli un'altra possibilità. 
In seguito i carabinieri scoprono che Rosa Ferretti è stata in terapia antidepressiva per un anno a causa della morte di sua madre. Dopo tre giorni di latitanza, torna al giornale lo stesso Novelli che confessa alla Sepi di essere stato lui l'aggredito, non il contrario. Secondo la sua testimonianza, la Ferretti vive di antidepressivi ed è stata lei ad organizzare la cena durante la quale si è consumato il reato denunciato. L'uomo, con qualche graffio in viso, era sparito dalla circolazione proprio a causa di quei segni, per evitare che Eleonora avesse dubbi su di lui. 
Il primo confronto in caserma tra Rosa e Fulvio, sottoposto ad un provvedimento restrittivo, si risolve in una violenta lite. Appena il RIS accerta che le impronte all'interno della gonna non sono di Fulvio, ma della stessa Rosa, la Sepi si rende conto che qualcosa non quadra: scatta allora il pedinamento della donna. Quest'ultima si incontra con un giornalista, Marcello Bruni, sempre a caccia di scoop. Poco dopo, Marco e Sonia sorprendono la stessa Rosa a pranzo con Fulvio. 
Interrogata in caserma, Rosa confessa di aver organizzato il tutto per ripicca nei confronti del suo datore di lavoro che, all'improvviso, dopo averle rivolto mille attenzioni, aveva deciso di sposare un'altra donna. Mossa da una furibonda gelosia, Rosa si era messa d'accordo con Bruno: questi, grazie all'appoggio del direttore del quotidiano concorrente, aveva pagato trecentomila euro perché la Ferretti mettesse in scena la falsa violenza. Rosa faceva anche il doppio gioco, visto che aveva chiesto un mucchio di soldi a Fulvio per la completa ritrattazione della propria testimonianza. 
Durante le indagini, avviene finalmente il bacio tra Sonia e Marco: liberatorio, passionale, ma anche molto breve, giusto il tempo di capire che la loro relazione è purtroppo impossibile. Una decisione sofferta, ma in qualche modo necessaria. Intanto Cesari riesce finalmente a farsi perdonare da Andrea, ben contenta di riabbracciare il suo amato.
- Altri interpreti: Carlo Cappiello, Luca Capuano, Alessandra Guerzoni, Giuseppe Menzolini, Giorgia Palmas, Paolo Persi, Rosa Maria Placenti, Romulo Sabio Salvador, Antonella Salvucci, Brunero Terrosi, Roberto Tesconi

## Piccole bugie necessarie
- Diretto da: Sergio Martino
- Scritto da: Carlo Mazzotta

### Trama
In caserma arriva un pacco contenente una macchina fotografica, l'ultima passione di Roberta, la quale pensa di usarla per la prima volta per fotografare il suo gruppo preferito, i Misura Posse, che si esibiranno in un locale della Pieve. La ragazza ha comprato i biglietti on line e ha deciso di andarci senza avvertire il fratello Marco. Nel suo diabolico progetto ha coinvolto Prosperi che l'accompagna ben volentieri, nonostante sappia che Marco non è affatto d'accordo. La sera del concerto Roberta va nei camerini e fa alcuni scatti a tre ragazzi, dei tipi un po' loschi che confabulano, scambiandoli per i suoi beniamini. Uno di loro se ne accorge e le sottrae la macchina fotografica. Quello che il ragazzo non sa è che Roberta ha tolto il rullino e lo ha nascosto in tasca. Spaventata, la ragazza decide di non dire nulla a Prosperi, ma lo convince ad abbandonare il concerto. 
A Città della Pieve e in alcuni paesi limitrofi si stanno verificando una serie di furti e di clonazioni di bancomat e di carte di credito. Una donna, la signora Viviani, denuncia un pesante ammanco sul proprio conto corrente. Gli inquirenti scoprono che il figlio della donna, il diciassettenne Riccardo, ha molta dimestichezza con i computer. Visto che l'utilizzo di carte di credito rubate avviene via Internet, i carabinieri decidono di tenerlo d'occhio. 
Nel frattempo, Roberta si reca dal fotografo per fare ingrandire le foto scattate nel locale. Poco dopo, la ragazza viene contattata da uno dei ragazzi della discoteca, Luca, che le lascia un biglietto per incontrarsi nel pomeriggio al parco. Roberta si reca all'appuntamento per riprendersi la propria macchina fotografica. La sua lunga assenza preoccupa Marco, il quale inizia ad essere in pensiero. Quando i carabinieri scoprono che la fotografa ha portato a Pippo gli ingrandimenti richiesti da Roberta, si accorgono che uno dei tre tipi ritratti è proprio Riccardo Viviani. Interrogato, il ragazzo confessa di lavorare con Luca, con il quale ruba i portafogli nel locale, dando poi le carte di credito in essi contenute a un tizio ucraino, il terzo uomo della foto. Scatta il piano che vede i carabinieri recarsi nella casa dell'ucraino, dove nel frattempo è entrata Roberta che ha pedinato Luca. Marco conduce con coraggio l'operazione di accerchiamento e di cattura di Luca e dell'ucraino. Provata dalla pericolosa avventura, Roberta decide di tornare a casa dai genitori per iniziare l'università. 
Prosperi non è stato fortunato: il nostro amico ha il raro talento di far scappare tutte le ragazze che gli piacciono. A indagine conclusa, Cesari annuncia alla Sepi di voler chiedere un trasferimento per motivi personali, cosa che permetterebbe loro di vivere la relazione alla luce del sole. Mentre si baciano, i due vengono sorpresi da Letizia, l'ex fidanzata del magistrato, che, accecata dalla gelosia, spara un colpo; Andrea viene colpita e cade a terra, dopo aver fatto da scudo per proteggere il suo amato.
- Altri interpreti: Sonia Aquino, Cristina Borgogni, Dely De Majo, Stefano Guerrieri, Giorgia Palmas, Gilles Rocca, Simone Rosa

## Minaccia inafferrabile
- Diretto da: Sergio Martino
- Scritto da: Roberta Colombo, Isabella Franconetti e Mauro Marsili

### Trama
Le condizioni del maresciallo Sepi, ferita dall'ex fidanzata di Cesari, Letizia, migliorano progressivamente. Lorenzo, il padre di Andrea, è molto premuroso nei confronti della figlia, come del resto il magistrato Cesari, atteggiamento che desta più di un sospetto nell'ex poliziotto. La stanza di Andrea è piantonata ventiquattro ore al giorno, poiché la donna che ha cercato di ucciderla gira ancora a piede libero. Letizia era finita in carcere dopo aver rapito Cesari e la Sepi, ed è ancora ossessionata dall'ex fidanzato che non è mai riuscita a dimenticare. 
In attesa della guarigione del maresciallo Sepi, nella stazione dei carabinieri arriva un comandante sostituto, Bruno Morri, che inizia subito ad indagare sul ferimento di Andrea. Morri viene a sapere che proprio Cesari aveva dato un parere positivo per la scarcerazione di Letizia, che stava scontando la pena nel penitenziario di Verona. La donna, secondo la psicologa che l'aveva in cura, dava evidenti segnali di miglioramento, grazie anche all'assunzione regolare di potenti psicofarmaci, senza i quali ora potrebbe commettere altre sciocchezze. Gli inquirenti provano a consultare l'elenco delle detenute del carcere, amiche di Letizia, che nel frattempo sono tornate libere. Questa pista li porta a Paola Lanfranchi, un'ex prostituta; nell'abitazione della donna i carabinieri trovano due bambole di pezza, un hobby a cui Letizia era particolarmente affezionata. 
Mentre i medici informano che Andrea non può ancora muoversi per il pericolo di un'emorragia, le indagini incrociate portano i Carabinieri a credere che Letizia sia ancora nei paraggi di Città della Pieve. 
Intanto, nella stazione dei Carabinieri c'è un ulteriore arrivo: il nuovo vicecomandante, Barbara Fulci. A malincuore Mura deve rinunciare una volta per tutte all'incarico che aveva esercitato ad interim. La pistola con cui Letizia ha sparato alla Sepi viene ritrovata in un casolare, mentre Paola e il suo compagno Piero Smarti, che lavora per una società di sicurezza, confessando di averla ospitata a casa loro e che la donna si è poi dileguata, dopo aver rubato la pistola di Piero. 
Morri, con la collaborazione della Lanfranchi, organizza una trappola per catturare Letizia che almeno accetta di incontrarsi con l'amica. Così almeno credono i carabinieri, invece la donna si reca in ospedale, dove in un primo momento fa recapitare alla Sepi un pacco contenente una delle sue bambole di pezza, dopo di che, approfittando della momentanea assenza di Romanò, impegnato ad accompagnare in ascensore una signora in sedia a rotelle, entra nella stanza del maresciallo con pessime intenzioni. Letizia ha bisogno di soldi e di antidepressivi, ragion per cui obbliga Andrea, che ancora è molto debole, ad alzarsi e ad aiutarla a trovare ciò che le occorre. Per convincerla, le punta contro un coltello e la strattona con decisione. Fortunatamente, irrompono nella stanza Cesari e Lorenzo, i quali, aiutati da Romanò, disarmano la donna. Nonostante il salvataggio tempestivo, la Sepi perde i sensi.
- Guest star: Maurizio Casagrande
- Altri interpreti: Claudio Alfredo Alfonsi, Sonia Aquino, Francesca Calligaro, Claudio Colombo, Ludgero Forges Dos Santos, Martina Melani, Elena Nicastro, David Pratelli

## Gettoni d'oro
- Diretto da: Sergio Martino
- Scritto da: Francesco Magali, Marco Mattolini e Giordano Raggi

### Trama
In ospedale e nella stazione dei Carabinieri si respira aria di forte apprensione per la sorte di Andrea Sepi, le cui condizioni sono stazionarie. Cesari non riesce a trattenere la propria ansia e il suo terribile senso di colpa per aver indirettamente portato Andrea a rischiare la vita per la terza volta. 
Nel frattempo, a Città della Pieve giunge una troupe televisiva che nel paese girerà una puntata del fortunato programma La Storia d'Italia, condotto dal celebre presentatore Luciano Tavanti. Il quiz verterà su domande riguardanti la storia di Città della Pieve. A gareggiare saranno la nostra Gemma e un certo Mauro Iezzi, un uomo dall'aria sospetta, che nessuno conosce in paese. A causa della fortuita ripresa di Tina con la sua nuova telecamera durante le prove del quiz, viene filmata un'accesa discussione tra il regista del programma, Paolo Prati, e il concorrente Iezzi. Il regolamento, che prevede per il vincitore trecentomila euro, parla chiaro: i concorrenti non devono conoscere gli autori del programma. Il concorrente è d'accordo con Prati. 
Gli inquirenti scoprono che Iezzi è residente a Città della Pieve da due settimane e che ha scontato una pena in carcere per furto e ricettazione di auto di lusso, quasi tutte rubate nei pressi del ristorante L'Arcimboldo, un locale molto alla moda. Benché interrogato più volte, l'uomo non ha mai voluto rivelare il nome dei suoi complici. Finalmente arriva la grande serata del quiz. Gemma comprende dopo tre domande che Iezzi, il quale tradisce un certo nervosismo e risponde alle domande prima che il presentatore abbia finito di porle, conosce in anticipo tutte le risposte. La trasmissione viene interrotta e Iezzi viene portato in caserma. L'uomo non ha alcuna intenzione di parlare, ma quando la Fulci gli spiattella che loro sanno che L'Arcimboldo era gestito da Prati e Tavanti prima che lavorassero in televisione, lui rivela che con i due amici aveva messo in piedi un'organizzazione di traffico di auto rubate. Siccome Iezzi non aveva fatto i loro nomi, una volta uscito di prigione voleva essere pagato lautamente per il suo prezioso silenzio. Da questo ricatto era nata l'idea di farlo partecipare al quiz. 
A caso risolto, Marco esce una sera e va in discoteca, dove incontra una bella ragazza, con la quale si abbandona ad un bacio appassionato. Si tratta certamente di una vendetta nei confronti di Sonia che continua a respingerlo. Nel frattempo, si assiste alla struggente dichiarazione d'amore di Cesari alla Sepi, che non si è ancora risvegliata dal coma farmacologico. Siccome l'amore è capace di tutto, la Sepi si sveglia mentre Carlo sta parlando.
Ovviamente aspetta di aprire gli occhi a dichiarazione finita: il suo sguardo, tornato quello di un tempo, rivela una grande felicità per le parole appena udite.
- Guest star: Maurizio Casagrande
- Altri interpreti: Claudio Alfredo Alfonsi, Mario Bargi, Franca Faggi, Riccardo Forte, Marco Gherardini, Matteo Munari, Damiano Verrocchi, Marta Zoffoli

## La donna sbagliata
- Diretto da: Sergio Martino
- Scritto da: Luigi Spagnol e Roberta Colombo

### Trama
In ospedale riprende l'incessante andirivieni nella stanza della Sepi che migliora di giorno in giorno: il merito è anche di Cesari, sempre più innamorato, le cui visite però vengono puntualmente interrotte dal padre di Andrea. Questi arriva addirittura a invitare a cena fuori il magistrato, allo scopo di conoscere meglio il suo rapporto con l'adorata figlia. 
Nel frattempo, una donna di nome Giulia Rondoni viene scippata all'uscita dalla banca. Giulia racconta di essere stata derubata da due uomini col volto coperto e di aver battuto la testa. Il suo borsello, nascosto sotto la giacca, conteneva 4.000 euro. I Carabinieri si accorgono che qualcuno aveva attaccato un filo bianco sulla giacca della Rondoni. Si tratta di un segnale per i rapitori. 
Visionando i filmati delle telecamere a circuito chiuso della banca, i carabinieri vengono a sapere che, la mattina del furto, dietro la signora derubata c'era Tina: anche lei in fila per prelevare i soldi. In un primo momento Morri e la Fulci sospettano che sia stata proprio Tina ad aver applicato il filo bianco sulla giacca della Rondoni; alla fine, però, grazie a elaborate ricerche, individuano nei coniugi Masotti, due pregiudicati, i veri colpevoli della rapina, in combutta con il figlio e la figlia della signora Rondoni. 
Intanto, Lorenzo Sepi non riesce a cavare la verità da un imbarazzato Cesari che riesce sempre a cambiar discorso e a non parlare dei suoi rapporti con Andrea. Da pochi giorni al bar "da Pippo e Gemma" lavora una nuova ragazza che, per una pura coincidenza, è la stessa che Marco ha baciato qualche sera prima in discoteca. Si chiama Caterina e, ovviamente, piace moltissimo anche a Prosperi. Molto presto però sia Carlo che Marco hanno una bella sorpresa: Caterina, infatti, è la figlia del maresciallo Morri. Marco è timoroso che la sua scappatella possa compromettere il suo rapporto con Sonia.
- Guest star: Maurizio Casagrande
- Altri interpreti: Alessandro Abbate, Giovanni Argante, Ivan Bellandi, Emiliano De Venuti, Mariella Fenoglio, Fabrizio Giannini, Matteo Munari, Giorgia Panico, Barbara Pieruccetti, Giovanni Sallustro, Damiano Verrocchi

## Mondo verde
- Diretto da: Sergio Martino
- Scritto da: Elisabetta Flumeri, Gabriella Giacometti e Giordano Raggi

### Trama
Mentre la Sepi esce finalmente dall'ospedale, a Città della Pieve si verificano una serie di inspiegabili casi da avvelenamento da cibo, ai danni dei clienti del bar "da Pippo e Gemma". Al locale vengono apposti i sigilli e i carabinieri suoi amici temono la pubblicità negativa che ne deriverà per i loro affari. In seguito, si scopre che l'intossicazione è stata provocata dall'insalata prodotta nella tenuta agricola "Mondo verde", gestita da Arturo Castelli e dal fratello Roberto. Quest'ultimo, responsabile della parte amministrativa dell'azienda, in passato ha avviato imprese che sono inesorabilmente fallite. 
Durante le indagini, Morri e la Fulci hanno qualche problema con Cesari, il quale si comporta in maniera sempre più stravagante, distratto com'è dalla presenza in caserma dalla Sepi. Intanto il nostro bel maresciallo, benché convalescente, riprende a lavorare. Un giorno, di nascosto, il magistrato spegne il cellulare e si infila in camera del maresciallo, ma è poi costretto a scappare dal tetto, quando alla porta della donna bussa l'onnipresente Lorenzo. 
Dopo indagini e appostamenti, Morri scopre il diabolico piano ordito da un influente geometra, Francesco Rizzo, in accordo con Roberto Castelli. Sono proprio loro ad avere messo una pianta tossica tra le foglie dell'insalata prodotto alla Mondo Verde: il primo era interessato a far fallire Arturo, per costruire sul terreno della tenuta delle villette a schiera; il secondo invece doveva far fronte ai propri debiti. A proposito del maresciallo Morri: il suo rapporto con la Fulci è sempre più caratterizzato dalla complicità. Non solo lavorano insieme in grande sintonia, ma hanno trovato nello scetticismo nei confronti dello svampito Cesari un motivo in più per andare d'accordo. Continuano i problemi di comunicazione tra Marco e Sonia, la quale cerca in tutti i modi di riavvicinarsi all'amico che, invece, sembra più preoccupato per le attenzioni che Prosperi rivolge a Caterina. Quest'ultima vorrebbe che Marco le telefonasse e lui ne ha tutte le intenzioni. Nel frattempo, Cesari entra di nuovo nella stanza della Sepi e, per la seconda volta, deve calarsi dalla finestra.
- Guest star: Maurizio Casagrande
- Altri interpreti: Giovanni Argante, Karin Ute Bartz, Luciano Donda, Fabrizio Giannini, Gianni Giannini, Sergio Pierattini, Claudio Puglisi

## Gloria
- Diretto da: Sergio Martino
- Scritto da: Barbara Rossi Prudente e Roberta Colombo

### Trama
La Sepi si è completamente ristabilita ed è rientrata a tutti gli effetti in servizio. Questo lieto evento coincide purtroppo con un fatto tragico, ovvero la morte di Gloria Borsieri, una ragazza che era in coma da tre anni, deceduta in seguito a una crisi cardiaca. La dottoressa Anselmi dichiara che la ragazza era stranamente molto sudata nel momento del decesso: questa informazione insospettisce i Carabinieri. La famiglia Borsieri vive un momento di terribile sofferenza e reagisce molto male quando viene a conoscenza dei risultati dell'autopsia: Gloria era sudata per via di una crisi ipoglicemica acuta, dovuta a una dose massiccia di insulina. La morte è stata certamente provocata da una persona che ha agito con cognizione di causa e molto in fretta. 
Durante le indagini, in caserma, continua l'imbarazzo tra Morri e la Sepi. Entrambi rispondono quando qualcuno chiama: Comandante. A Morri, con grande dispiacere della Fulci, mancano ormai pochi giorni prima di lasciare la caserma. Intanto si crea un tira e molla tra Marco e Caterina, la quale accetta l'invito di uscire con Prosperi solo per ingelosire Tosi. In seguito ad appostamenti e a indagini parallele, Morri scopre che ad uccidere Gloria è stato il padre della ragazza, Stefano. L'uomo si era recato in ospedale e aveva sostituito i farmaci riposti in medicheria: le telecamere dell'ospedale testimoniano la presenza di Stefano proprio la mattina in cui Gloria è morta. Messo alle strette, Stefano confessa di aver commesso questo gesto atroce per non vedere più soffrire la sua amata figlia: era l'unico modo per porre fine una volta per tutte a tre anni di autentico calvario. Cesari promette alla Sepi che terrà in considerazione tutte le attenuanti del caso, ma durante le indagini tra i due si crea un po' di tensione a causa dell'eccessiva rigidità del magistrato.
- Guest star: Maurizio Casagrande
- Altri interpreti: Lorenza Agostinelli, Diana Anselmo, Alessandro Cica, Corinna Lo Castro, Elena Nicastro, Claudio Puglisi, Alessandro Scavone

## Lo specialista
- Diretto da: Sergio Martino
- Scritto da: Isabella Franconetti, Mauro Marsili e Giordano Raggi

### Trama
In caserma giunge una denuncia di furto ai danni dei coniugi Loreti, nella casa dei quali non risulta tuttavia alcun segno di effrazione. L'unico elemento interessante per gli inquirenti è la visita inaspettata da parte di un presunto tecnico dei telefoni che, con la scusa della linea guasta, cosa peraltro vera, si era introdotto in casa e aveva riparato il danno, dopo essere rimasto solo per qualche minuto in una delle stanze. 
Nel frattempo, Marco incontra in gran segreto Caterina, la quale riesce a strappargli un invito a cena: i suoi modi di fare l'hanno ancora una volta ammaliato. Durante l'uscita, la giovane corona i propri sogni trascorrendo una notte d'amore con Marco. Intanto, però, il maresciallo Morri non gradisce l'eccessiva indipendenza della figlia. 
La domestica dei Loreti fornisce un identikit del ladro ai carabinieri che, poco dopo, ricevono un'altra denuncia di furto in un appartamento, e poi una terza: le dinamiche sono sempre le stesse. Durante alcune indagini, Gabriele scopre che il sedicente tecnico altri non è che il marito di Patrizia Silvestri, un'ex impiegata di una società telefonica, la quale aveva una chiave speciale per aprire le centraline, in modo da causare il guasto che poi il marito andava a riparare. 
Intanto Gabriele è colto per la prima volta da un dubbio morale: è suo dovere arrestare una persona in palese difficoltà, i Silvestri vivono solo della pensione di invalidità dell'uomo, che, per mantenere la propria famiglia, è stato in qualche modo costretto a rubare, oppure sarebbe giusto fare finta di niente. Hanno agito solo per necessità, confida una dispiaciuta Sepi a Cesari, così come desolato appare anche Gabriele che decide di recarsi di persona a parlare con i coniugi Silvestri che, nonostante tutto, dovranno fare i conti con la giustizia. Dopo avere finalmente chiarito le loro posizioni sugli ultimi due casi e fatto una volta per tutte pace, Cesari ribadisce alla Sepi la propria intenzione di essere trasferito e le fa anche una clamorosa proposta: vuole sposarla. Andrea lo bacia e lo abbraccia, ma non ha il coraggio di rispondergli.
- Guest star: Maurizio Casagrande
- Altri interpreti: Andrea Agresti, Cristiano Campioni, Pierpaolo Candela, Marina Cappelletti, Massimo Costa, Edoardo De Gennaro, Sonia De Meo, Michele De Virgilio, Flaminia Gabrielli, Maura Leone, Stefano Livi, Maria Lovetti, Guido Marini, Veruska Proshina, Silvia Rabiti

## Una persona per bene
- Diretto da: Sergio Martino
- Scritto da: Carlo Mazzotta e Roberta Colombo

### Trama
Durante l'assenza di Cesari, che per impegni di lavoro si trova all'estero da una settimana, la Sepi viene trasferita a Torino. Quando il magistrato torna alla Pieve rimane annichilito: Andrea è partita senza dirgli niente e per lui ha lasciato solo una lettera. 
Intanto Morri diventa ufficialmente il nuovo comandante della stazione, mentre Marco si trova in difficoltà con Caterina: la ragazza è andata a vivere in caserma con il padre e non ha alcuna intenzione di rinunciare al bel carabiniere. 
Mentre Cesari cerca di raggiungere Andrea al cellulare, ma non riesce a contattarla, a Città della Pieve viene trovato in una discarica il cadavere dell'assicuratore Enrico Paolini. Le indagini sulla vittima portano alla luce una vita sentimentale a dire poco travagliata: un'ex moglie, Elettra, che non voleva concedergli il divorzio per motivi economici, una nuova relazione con Emma Bartani, che Enrico intendeva sposare, ma anche una terza donna. Quest'ultima, Stefania Mari, non solo è una prostituta, ma è anche incinta. Un caso singolare che i carabinieri riescono a risolvere brillantemente. Del tutto inattesi giungono i complimenti di Cesari a Morri per la conduzione delle indagini: è il primo confortante segnale di distensione tra i due uomini che, nel corso della puntata, avevano mostrato punti di vista differenti. 
Continua invece la tensione tra Sonia e Marco che non intende più parlare del loro rapporto, geloso com'è di Prosperi e Caterina. A caso risolto, Cesari legge finalmente la lettera che Andrea gli ha lasciato: la donna ammette di non sentirsi ancora pronta a sposarlo e a metter su famiglia. Si è fatta trasferire a Torino proprio perché ha bisogno di riflettere. In ultimo, chiede al suo amato di non cercarla finché non sarà lei a tornare. Cesari deve accettare quindi una verità che non avrebbe mai immaginato.
- Altri interpreti: Marco Conte, Marcello Coronelli, Mauro Cruciano, Ana Valeria Dini, Lorenza Guerrieri, Maura Leone, Lola Pagnani, Renato Raimo, Cristina Sebastianelli

## Ritratto di signora
- Diretto da: Sergio Martino
- Scritto da: Giordano Raggi e Massimo Torre

### Trama
Morri e la sua squadra sono impegnati a ritrovare il conte Adinolfi, scomparso da qualche giorno con il maggiordomo, Paride. La nipote dell'aristocratico, Sara De Nittis, appena giunta a Città Della Pieve dalla Svizzera per capire cosa sia successo allo zio, si accorge che nella villa dell'uomo è stato rubato un quadro fiammingo di inestimabile valore, intitolato Ritratto di signora. Questa volta si prospetta un'indagine del tutto particolare per Morri: Sara era una sua vecchia compagna di collegio e in passato lui l'aveva corteggiata, scrivendole poesie d'amore. Sembra che il tempo non sia passato e che anche adesso il nostro comandante sia attratto dal fascino di Sara. Il suo comportamento fa sorridere la Fulci, sempre molto attenta a ciò che succede nella vita del collega. 
Intanto Barbara sembra avere una certa influenza su Cesari, ancora disorientato per la partenza della Sepi. L'arte della diplomazia del bel maresciallo riesce a convincere più di una volta il magistrato a cambiare idea sulla strategia da attuare durante le indagini. 
In seguito i carabinieri scoprono che il quadro fiammingo rubato al conte, per la cui sorte si teme il peggio, faceva gola a un antiquario della zona, il signor Maiorani, che voleva impossessarsi del prezioso dipinto ad ogni costo. Morri individua il colpevole proprio in quest'uomo. 
Maiorani aveva organizzato una bisca clandestina, allo scopo di far indebitare Adinolfi, appassionato di gioco d'azzardo, per convincerlo poi a cedergli il Ritratto di signora; i soldi sarebbero serviti al conte per pagare i giocatori creditori, ma questi erano stati assoldati dall'antiquario stesso. Una tattica spregiudicata che aveva obbligato il conte a scappare di casa, a portare il quadro via con sé e a riparare in Valle D'Aosta con il suo maggiordomo, per sfuggire al determinato Maiorani. Quando l'aristocratico fa ritorno a Città Della Pieve con il dipinto, dopo avere saputo che Sara è in paese e che i Carabinieri si sono interessati al suo caso, la tensione si scioglie definitivamente e l'abbraccio tra zio e nipote commuove i carabinieri. 
A caso risolto, Prosperi può finalmente andare al cinema con Caterina: le ha procurato i biglietti per andare a vedere un film di un regista straniero che a lei piace in modo particolare. Forse potrebbe crearsi la famosa occasione che il carabiniere va cercando da tempo per dichiararsi. Ma il film in questione è veramente noioso. Prosperi si fa coraggio per rimanere sveglio e, durante la proiezione, prova a stringere la mano alla ragazza che, purtroppo per lui, non capisce le sue intenzioni: Caterina pensa e vuole soltanto Marco.
- Altri interpreti: Massimo Bagliani, Enrico Bertorelli, Luca Biancalana, Paolo Buglioni, Valeria Cavalli, Barbara Marzoli, Marco Minetti, Andrea Nardi, Fiorella Zullo

## Un'altra occasione
- Diretto da: Sergio Martino
- Scritto da: Giulia Calenda e Roberta Colombo

### Trama
In caserma giunge una soffiata su una partita di stupefacenti in arrivo a Città della Pieve, notizia arrivata quasi in contemporanea con quella di una rapina a mano armata compiuta a casa di Vincenzo Nardi, proprietario di un'azienda di vernici. Due uomini col volto coperto sono entrati nell'abitazione, senza lasciare alcun segno di effrazione, e hanno legato e imbavagliato i coniugi Nardi. Il primo indiziato è il figlio dell'uomo, Andrea, che in passato ha avuto problemi con la droga, ragion per cui è ospite nella comunità per il recupero di tossicodipendenti del paese, gestito da don Luca. Purtroppo le indagini e tutte le prove portano a pensare che il colpevole sia proprio il ragazzo, il quale si dichiara estraneo alla vicenda. 
Sarebbe un caso di banale routine, se Prosperi non avesse un fratello che in passato ha avuto gravi problemi di droga. Il giovane si sente toccato nel profondo e mai come questa volta Carlo è determinato a conoscere la verità, per nulla disposto allo scherzo. Certo dell'innocenza di Andrea, il nostro carabiniere arriva addirittura a svolgere di propria iniziativa indagini parallele a quelle dell'Arma, che lo portano a scoprire la verità prima di Morri e dei suoi colleghi. 
Il vero colpevole è Filippo Magni, direttore delle vendite presso la ditta di Nardi, il quale ha agito in combutta con un ragazzo ospite della comunità: i due avevano messo in scena la rapina, per incolpare Andrea e poi sbarazzarsene, visto che questi aveva intenzione di denunciare i loro traffici illeciti di droga. 
Risolto il caso, Morri si complimenta personalmente con Prosperi. Il maresciallo tutto si aspetterebbe fuorché vedere Carlo, finalmente tornato il burlone di sempre, che gli chiede se può uscire con sua figlia. La richiesta di Prosperi non rassicura affatto il sempre più apprensivo Marco.
- Altri interpreti: Sacha Dominis, Marica Flora, Monica Guazzini, Renato Marotta, Serena Michelotti, Marco Minetti, Marco Morellini, Pietro Romano, Roberto Rosati

## La governante
- Diretto da: Sergio Martino
- Scritto da: Luigi Spagnol e Giordano Raggi

### Trama
Quando Sonia e Caterina escono all'alba da un locale, si imbattono in un uomo riverso a terra. Le due ragazze intervengono prontamente, chiamando un'ambulanza. Per fortuna non è niente di grave: l'uomo, Enrico Gasperi, non vuole raccontare cosa sia avvenuto esattamente quella notte ed esce dall'ospedale poche ore dopo il ricovero. Un atteggiamento che insospettisce Morri e la Fulci.
Nel frattempo Ludmilla Seric, la badante appena assunta da Bordi per occuparsi della madre anziana, si presenta in caserma con un occhio nero e denuncia proprio il nostro carabiniere, accusandolo di averla molestata. In caserma sono tutti molto preoccupati per le sorti del collega: nessuno crede che lui possa avere anche solo sfiorato la bella Ludmilla, ma purtroppo non ci sono prove per dimostrare la sua innocenza. 
Sarà l'intraprendenza di Bordi, aiutato da Tina, a risolvere il caso e a far venire alla luce un legame stretto tra il pestaggio di Gasperi e la badante Ludmilla: quest'ultima è stata costretta a denunciare Bordi dal fidanzato Igor che l'ha picchiata e poi ha ricattato il vicebrigadiere, promettendogli il ritiro della denuncia in cambio di soldi. 
Igor aveva provato a raggirare e ad ottenere del denaro anche da Gasperi che si era invaghito di sua sorella Marlene. Gasperi aveva scoperto il losco piano di Igor, per questo motivo lo aveva affrontato. 
Le indagini concluse con successo ribadiscono per l'ennesima volta la professionalità della Fulci, sempre più incisiva nell'ottenere permessi e firme da Cesari, nonché l'umanità di Morri, il quale ha avuto molto tatto nel trattare una vicenda così delicata. 
In caserma intanto arriva un nuovo elemento, il giovane Antonio Baldi, che va a completare l'organico della stazione. Antonio viene dalla stazione dei Carabinieri di Tarquinia, dove ha lavorato con Paola Vitali che manda i suoi saluti a tutti i colleghi di Città Della Pieve. Intanto, Caterina e Sonia sono ormai diventate amiche, mentre Marco sta dando dei chiari segnali di scomposta gelosia nei confronti delle attenzioni di Prosperi per Caterina. Prima o poi Sonia se ne accorgerà e allora saranno guai…Frattanto, al Bar di Pippo, Carlo assiste con stupore al ritorno imprevisto della sua Jessica.
- Altri interpreti: Fabrizio Apolloni, Cristina Aubry, Ivan Bellandi, Corrado Capurso, Kristina Cepraga, Claudio Cipriani, Margherita Cornali, Massimo Corvo, Daniela Cristea, Lucrezia Andrea Grimaldi, Barbara Mazzoni, Samuele Sbrighi

## L'anniversario
- Diretto da: Sergio Martino
- Scritto da: Roberta Colombo, Francesco Magali e Marco Mattolini

### Trama
Nei negozi di Città Della Pieve si aggira un misterioso ladro che esce indisturbato con la refurtiva da ogni locale, dopo aver disinserito il sistema di allarme. Il caso vuole che tutti gli allarmi siano stati predisposti dalla stessa ditta. Tuttavia, il proprietario, il signor Lucidi, si dichiara del tutto estraneo alla vicenda. 
Intanto, in caserma Antonio si rivela subito essere un tipo difficile, vista la sua eccessiva osservazione del protocollo e i suoi metodi di conduzione degli interrogatori non proprio vellutati. Prosperi prende in giro il collega per i suoi comportamenti che secondo lui lo fanno sembrare molto simile a quel fanatico dell'ordine di Mura. 
Durante le indagini sui furti, che individuano nel figlio di uno dei commercianti derubati un possibile colpevole, Caterina, come sempre con la sua irresistibile grazia, domanda a Marco perché sia così spaventato da lei. La ragazza vorrebbe molto di più di una semplice amicizia dal bel carabiniere, ma lui non riesce a darle una risposta. 
La svolta nelle indagini avviene grazie a un'idea di Morri, il quale scopre che, negli ultimi mesi, il signor Lucidi ha licenziato gran parte del personale per far quadrare i bilanci della propria azienda. Uno dei suoi dipendenti, Giorgio Forti, non ha avuto il coraggio di dire alla moglie di aver perso il lavoro. Per permettere alla famiglia lo stesso standard di vita, ha così compiuto i furti nei negozi in cui egli stesso ha installato i sistemi d'allarme. Impietosito dalla situazione. Morri ottiene tutte le attenuanti del caso per Forti, grazie alle quali l'uomo eviterà il carcere. 
Nel frattempo, al bar di Pippo, Prosperi apprende che Jessica sta con un certo Fabio e che i due si sposeranno tra due settimane.
- Altri interpreti: Cristina Aubry, Sabrina Bucchi, Gaetano Cafaro, Massimo Corvo, Marcella Maria Enrico, Paolo Gattini, Bruno Governale, Miro Landoni, Alberto Nannini, Federica Palmer, Eleonora Pariante, Alessandra Pierelli, Roberta Scardola, Ioska Versari

## Una ragazza difficile
- Diretto da: Sergio Martino
- Scritto da: Isabella Franconetti e Mauro Marsili

### Trama
A Città Della Pieve fervono i preparativi per il consueto palio. Caterina partecipa ai provini per diventare il testimonial che avrà l'onore di figurare nella locandina pubblicitaria della manifestazione. Morri chiede a Marco di accompagnare la figlia dal fotografo del palio, Tommaso Giordi. Nel camerino dello studio, Marco copre di complimenti la ragazza, per la quale è ormai evidente si è preso una bella sbandata. 
Nel frattempo, in caserma, i carabinieri devono occuparsi di due casi: Cesari ritrova la propria auto imbrattata da scritte offensive e con le gomme tagliate. Qualche nemico del magistrato potrebbe aver compiuto il gesto per vendicarsi, il coinvolgimento di Letizia però viene subito escluso. Il secondo caso coinvolge una ragazza, Camilla Moretti, che ha aggredito un suo compagno del liceo. La ragazza soffre di anoressia, una malattia pericolosa, che non va sottovalutata. Anche la Fulci ne sa qualcosa, visto che da adolescente ha avuto problemi di bulimia, superati dopo anni travagliati. La donna cerca di comunicare alla ragazza che è possibile superare il problema, un consiglio che, in qualche modo, sprona Camilla ad affrontare la situazione con maggiore consapevolezza. 
Un'intuizione della Fulci porta alla risoluzione del caso di Camilla, legato a filo doppio con l'atto vandalico ai danni di Cesari. La colpevole è la madre della ragazza che ha deturpato l'auto del magistrato: la donna ha scambiato la macchina per quella del fotografo Giordi, colpevole di non avere scelto sua figlia, per la quale ha delle ambizioni da modella, come testimonial del palio. 
È invece Caterina la vincitrice del casting: la sua fotografia del manifesto mette in luce tutta la sua bellezza. Morri si complimenta con la giovane che, tuttavia, confessa a un padre sollevato di non avere alcuna intenzione di fare la modella. 
Nel frattempo, Prosperi trova le fotografie scattate da Giordi per puro divertimento a Caterina e Marco. Inoltre il nostro simpatico carabiniere, che aveva messo di nuovo gli occhi su Jessica, fa conoscenza del fantomatico Fabio, con il quale la ragazza convolerà a nozze molto presto. Carlo è sconvolto: credeva che la ragazza avesse inventato la storia del matrimonio per ingelosirlo.
- Altri interpreti: Ivan Bellandi, Gaetano Cafaro, Daniela Cenciotti, Patrizio Cigliano, Dario Fabiani, Riccardo Festa, Federica Lanari, Maurilio Leto, Francesca Marti, Renato Raimo, Bruno Santini, Roberta Scardola

## Strane coincidenze
- Diretto da: Sergio Martino
- Scritto da: Roberta Colombo, Elisabetta Flumeri e Gabriella Giacometti

### Trama
In paese fervono gradi preparativi per il matrimonio di Jessica e di Fabio. Mentre la ragazza è impegnata nella scelta dell'abito da sposa, la madre del suo futuro marito, Valeria, decide di organizzare il ricevimento in un agriturismo, La Luna Ed Il Sole, i cui proprietari, i signori Arrighi, si comportano in maniera a dir poco stravagante. Alla cerimonia potrebbe partecipare anche la Sepi, notizia che rende il magistrato Cesari di ottimo umore. Intanto ci sono grandi novità per Marco: il bel carabiniere ha deciso di deporre le armi e di concedersi a Caterina, la quale tuttavia desidera che il loro rapporto resti segreto perché teme che il padre venga a conoscenza della situazione. I due ragazzi però corrono sempre il rischio di essere scoperti: quanto potrà durare questa relazione clandestina. 
Dopo attente ricerche, i Carabinieri scoprono che gli Arrighi sono degli imbroglioni. Il loro sito pubblicizza servizi che non sono in grado di offrire. Contattata dagli inquirenti, la coppia confessa di aver acquistato l'agriturismo dal vecchio proprietario che li aveva abilmente tenuti all'oscuro dei debiti che gravavano sulla proprietà. Un inganno bello e buono che li aveva costretti a truffare a loro volta, spacciando l'agriturismo come un centro in piena attività, al fine di poterlo rivendere e recuperare parte dei soldi investiti. A causa di questa brutta faccenda, il matrimonio di Jessica è inevitabilmente rinviato, con grande sollievo di Carlo. Mentre Cesari esce a cena con la Fulci, peccato che Morri, spinto dalla gelosia, riesca a rovinare il loro tête à tête, un nervoso e agitato Mura confessa a Romanò e a Bordi che sua moglie l'ha lasciato e si è trasferita definitivamente a Milano.
- Altri interpreti: Luciano Bettucci, Natascia Castrignanò, Patrizio Cigliano, Dario Fabiani, Giuliano Giacomelli, Federica Lanari, Paola Maffioletti, Rosangela Pagana

## Quando cadono le stelle
- Diretto da: Sergio Martino
- Scritto da: Cecilia Calvi e Giordano Raggi

### Trama
I Carabinieri assistono alla prova generale di uno spettacolo teatrale che è stato allestito a Città Della Pieve. Anche Cesari, che cerca con sempre maggiore insistenza la compagnia della Fulci, si unisce al gruppo. L'interessamento del magistrato per la donna è quanto mai sgradito a Morri, che comincia a provare gelosia nei confronti del loro rapporto. Durante lo spettacolo teatrale, avviene un blackout che causa la caduta della protagonista, Chiara Milani, che si procura la rottura del legamento crociato del ginocchio.
I Carabinieri indagano e, tra una domanda e l'altra, Antonio perde la testa per una della attrici, Eleonora. I Carabinieri vengono a sapere che la donna prenderà il posto della Milani per via della sua amicizia speciale con il produttore, un uomo ambiguo con diversi problemi economici. Nonostante Antonio si sia invaghito dell'attrice, sospetta di lei: non si aspettava che la sua Eleonora potesse essere così meschina da volere danneggiare un'altra persona per favorire la propria carriera. 
Le indagini ben condotte dal tandem Morri-Fulci portano alla risoluzione del caso: la Milani, in combutta con il tecnico delle luci e con il medico che l'ha operata, l'intervento, mai avvenuto, era stato organizzato a regola d'arte, aveva inscenato la caduta per incassare i due milioni di euro di risarcimento dell'assicurazione. Una truffa che viene smascherata dai carabinieri e che scagiona in maniera definitiva Eleonora, la quale si dichiara delusa da Antonio che invece ha sospettato di lei. 
Nel frattempo, Caterina e Marco hanno ormai perso la testa l'uno per l'altra: durante una cena, i due vengono sorpresi da Prosperi mentre si baciano. Alla vista dei due amanti, Carlo reagisce malissimo, soprattutto con Marco. In seguito, pentito del suo gesto davvero fuori luogo, Prosperi si scusa sia con Marco, colpevole di non avergli detto di stare insieme alla ragazza che gli piaceva tanto, sia con Caterina, a sua volta molto imbarazzata per essere stata scoperta. 
Intanto, Mura decide di raggiungere la moglie a Milano. Benché Morri sia disposto a concedergli dieci giorni di permesso, il brigadiere deve arrendersi a una dura realtà: sua moglie non vuole più vederlo.
- Altri interpreti: Tony Campanozzi, Ivan Castiglione, Natascia Castrignanò, Gaetano D'Amico, Andrea De Bruyn, Mario Sandro De Luca, Luciano Miele, Stefania Orlando, Giordano Petri, Guendalina Tambellini, Marco Tornese

## Tracce di sabbia
- Diretto da: Sergio Martino
- Scritto da: Roberta Colombo e Luigi Spagnol

### Trama
Il compleanno di Caterina, particolarmente allegra negli ultimi tempi, desta più di un sospetto nel maresciallo Morri, il quale teme che sua figlia si sia innamorata di uno dei suoi uomini. L'uomo confessa alla Fulci che la ragazza si era comportata nello stesso modo soltanto un'altra volta, ai tempi del suo primo amore, ma la storia era finita quando lei aveva rifiutato la proposta di matrimonio del fidanzato. 
Nel frattempo, Antonio e Gabriele colgono in flagrante due uomini mentre questi stanno aggredendo una ragazza albanese, Mira. I carabinieri riescono a salvare la giovane, ma i suoi assalitori si danno alla fuga. La ragazza sostiene di fare la bambinaia, ma quando decide di non sporgere denuncia, Antonio sospetta che possa essere coinvolta in un giro di prostituzione. Gabriele rimane molto affascinato da Mira, la quale tuttavia non ha alcuna intenzione di collaborare con i Carabinieri. 
Le prime indagini portano a credere che nella vicenda possa essere implicato il fratello di Mira, Igli, in combutta con un suo amico; successivamente si scopre che i due lavoravano per un'impresa di costruzione, di proprietà dell'ingegner Faenza. Ben presto i carabinieri scoprono anche che Igli aveva saputo che il figlio di Faenza, Tommaso, utilizzava materiali scadenti per la costruzione degli edifici popolari. Sentendosi minacciato, Tommaso aveva fatto capire al ragazzo che non era il caso di denunciarlo alla polizia: l'azione contro Mira era stata pensata proprio per intimorire Igli che, non sapendo più cosa fare, era scomparso dalla circolazione, per essere poi rintracciato da Sonia.
Alla conclusione del caso, quando Faenza e il suo socio vengono arrestati, Gabriele invita Mira a cena: fidanzamento in vista per il nostro Vici. Infine, a Città della Pieve ha luogo il matrimonio tra Jessica e Fabio. Questa volta fila tutto liscio e gli sposi convolano a nozze felicemente. Nella gioia generale, Caterina non può fare a meno di stringere la mano del suo amato Marco.
- Altri interpreti: Patrizio Cigliano, Andrea De Bruyn, Nausica Della Valle, Alexandra Dinu, Arturo Di Tullio, Giorgio Dolfin, Katia Mitkova, Giordano Petri, Iryna Salukha, Alessio Saro

## Il campione
- Diretto da: Sergio Martino
- Scritto da: Giulia Calenda e Giordano Raggi

### Trama
Giorgio Maffei, proprietario di una catena di agriturismi, tra cui anche quello di Alessandra Ferri, viene investito da una macchina in pieno giorno, per fortuna senza riportare gravi conseguenze. I testimoni affermano che si tratta senza dubbio di un tentato omicidio. Il caso potrebbe avere a che fare con un regolamento di conti con un boss mafioso, arrestato anni prima dallo stesso Cesari. Per scoprire cosa bolle in pentola nell'agriturismo di Maffei, i Carabinieri organizzano un'operazione sotto copertura. All'appello rispondono la Fulci e, per forza di cose, lo stesso Cesari. I due si fingeranno marito e moglie e dormiranno nella stessa stanza: Morri deve così ingoiare il rospo. 
In seguito, per una serie di strane circostanze e di fraintendimenti, Bruno crede che Carlo e Barbara abbiano trascorso una notte di passione nell'agriturismo. Ben presto scopre invece che, per fortuna, tra i due non è successo nulla di compromettente. 
Nel frattempo, i carabinieri affrontano un'indagine relativa ad un giovane pony express, Mauro Sabbatini, che vive coi suoi genitori ma paga l'affitto di un altro appartamento. In realtà, il ragazzo intrattiene una relazione segreta con Patrizia Maffei, la moglie di Giorgio: i Carabinieri scoprono così che la donna aveva convinto il giovane amante ad uccidere il marito, da cui avrebbe ereditato parecchie proprietà. Si sarebbe trattato quindi di delitto passionale in piena regola. 
A proposito di passione: Marco invita Sonia a cena per rivelarle un segreto. La ragazza, aiutata da Caterina, si veste elegante, emozionata e convinta che il bel carabiniere si sia finalmente deciso a dichiararsi. Ciascuna delle ragazze crede che l'altra sia attratta da Prosperi, ma in realtà sono entrambe innamorate dello stesso uomo. Sonia viene così a conoscenza della verità una volta per tutte: Caterina e il suo Marco stanno insieme.
- Altri interpreti: Gianni Agrò, Gian Matteo Bertozzi, Claudio Cipriani, Nausica Della Valle, Maura Di Cristofaro, Arturo Di Tullio, Fiore Fabris, Giorgio Gallo, Marcellino Mariucci, Fabrizio Viganò, Gionni Voltan, Elisa Zeppilli, Antonio Zequila

## Chi bella vuole apparire
- Diretto da: Sergio Martino
- Scritto da: Roberta Colombo

### Trama
In caserma tira una brutta aria: il maresciallo Morri scrive una lettera al Comando Generale per chiedere il trasferimento in un'altra sede, mentre Sonia fa una scenata di gelosia a Marco, colpevole di averle tenuto nascosta la sua relazione con Caterina. Marco si scusa, non era sua intenzione ferirla, ma Sonia è furibonda. Le parole della ragazza vengono sentite da tutti i colleghi, che tuttavia, non riescono a sapere nulla della relazione tra Marco e Caterina; intanto quest'ultima, forse perché si sente in colpa nei confronti di Sonia, decide di troncare il rapporto con il fidanzato. 
Nel frattempo Morri conduce un'indagine sulle truffe compiute nei centri estetici della zona. Gli inquirenti sorvegliano in particolar modo l'istituto Sinopoli, dove lavora la dottoressa Spini. 
Mentre seguono questo caso, i carabinieri vengono a conoscenza dello spaccio di amfetamine presso il liceo di Città della Pieve. 
Con la scusa della mancanza del gas in casa, Mura si reca sempre più spesso da Gemma, con la quale ha instaurato un rapporto di speciale simpatia. Ora che il carabiniere è rimasto solo, forse potrebbe nascere qualcosa tra loro. A proposito di Gemma: tra i suoi clienti ci sono tre donne che la notte escono con Stefano Chiaravalle, un tipo dal passato ambiguo. 
Dopo accurate indagini, i carabinieri scoprono un collegamento tra Stefano e la dottoressa Spini, amanti e complici, che gestiscono un giro legato allo spaccio di droghe e ai Botulini Party, in cui la donna convince signore mature a farsi ritoccare il viso al di fuori di cliniche e istituti autorizzati. I carabinieri scoprono anche che è stato proprio Chiaravalle a vendere le pastiglie dimagranti, che contenevano amfetamine, nel liceo di Città della Pieve. Il caso è così risolto. 
Dopo aver scoperto le intenzioni di Morri, la Fulci si reca dal comandante per avere dei chiarimenti sul perché non l'ha informata della sua decisione di trasferirsi: Morri rimane colpito dalla rabbia di Barbara, ma soprattutto dalle sue osservazioni legate alla paura dell'uomo di affezionarsi alle persone della caserma: è per questo che cambia sempre sede. La donna conclude dicendogli che non bisogna scappare, quando si ha la felicità davanti a noi.
- Altri interpreti: Matilde Ciccia, Laura De Angelis, Alexandra Dinu, Fiore Fabris, Cristina Orsi, Gianfranco Phino, Roberto Rizzoni, Umberto Sciacca, Mario Spillino, Gabriele Ursini, Antonio Zequila

## I miei migliori amici
- Diretto da: Sergio Martino
- Scritto da: Giordano Raggi

### Trama
Dopo averci riflettuto a lungo, Morri decide di rimanere a Città Della Pieve, con grande sollievo della Fulci e di Marco, sempre tenuto a debita distanza da Caterina. Intanto il comandante comincia ad avere qualche sospetto sul carabiniere. 
In caserma si cerca di fare luce su tentativo di rapina compiuta ai danni di Grazia Maraschi, moglie di un buon amico di Romanò, che ha riportato solo qualche livido. Il fatto è avvenuto nel parco della cittadina: i due aggressori potrebbero essere gli stessi che, in passato, hanno derubato molte donne nei parcheggi di Terni e di Perugia. 
Nel frattempo, durante una passeggiata, nasce una travolgente passione tra Mura e Gemma la quale, ultimamente, non era rimasta indifferente al carabiniere. Romanò si accorge del cambiamento dell'amico, tuttavia non è molto ben disposto da quando i carabinieri hanno scoperto che Grazia ha un amante, Alessandro Pandolfi: questi è uno psicologo che ha fondato una setta esoterica, frequentata da donne e ragazze che lui circuisce. 
Nonostante abbia appreso la verità da poco, Sonia sembra aver accettato la nuova situazione: non solo accetta le scuse di Marco che le ribadisce di aver agito cercando di non farle male perché altrimenti la loro storia sarebbe stata impossibile: ma, in combutta con Prosperi, organizza una cena tra il collega e Caterina, per appianare i recenti dissapori. Grazie a questo gesto, Marco e Caterina capiscono che non possono stare lontani e si rimettono insieme. 
L'indagine che i carabinieri stanno seguendo si chiude quando si scopre che, durante una seduta della setta, Pandolfi aveva inavvertitamente fatto del male a Grazia che, per non destare sospetti nel marito, si era inventata di sana pianta l'aggressione. In seguito, Caterina finalmente confida al padre di essere fidanzata con Marco. Morri sembra prendere bene la decisione della figlia, visto che raramente l'ha vista così felice. Poco dopo, il maresciallo si imbatte nella Fulci che appare quanto mai determinata a sapere la verità, una volta per tutte, sul loro rapporto. Per finire in bellezza, Cesari incontra una vecchia conoscenza, tornata per mantenere una promessa. Si tratta di Andrea Sepi: adesso è pronta ad affrontare il futuro con l'uomo che ama.
- Special guest star: Alessia Marcuzzi
- Altri interpreti: Paolo Asso, Giusy Di Coste, Carla Dujany, Guido Furlani, Mario Spallino, Samuel Tarantino, Maria Toesca, Anna Tognetti Stuart